# دوروثي ووكر
دوروثي ووكر (بالإنجليزية: Dorothy Walker)‏ هي ناقدة فنية أيرلندية، ولدت في 16 يناير 1929 في دبلن في جمهورية أيرلندا، وتوفي بنفس المكان في 8 ديسمبر 2002.